# Milán (Nuevo México)
Milan es una villa ubicada en el condado de Cíbola, Nuevo México, Estados Unidos. Tiene una población estimada, a mediados de 2021, de 2549 habitantes.
Es un suburbio de la ciudad de Grants.
La ruta estatal 122, antiguamente parte de la Ruta 66, pasa por la localidad.

## Geografía
La localidad está ubicada en las coordenadas 35°11′48″N 107°53′33″O / 35.19667, -107.89250 (35.196782, -107.892371). Según la Oficina del Censo de los Estados Unidos, tiene una superficie total de 11.25 km², de la cual 11.24 km² corresponden a tierra firme y 0.01 km² son agua.

## Demografía
Según el censo de 2020, en ese momento había 2456 personas residiendo en la localidad. La densidad de población era de 218.51 hab./km². El 44.99% de los habitantes eran blancos, el 2.61% eran afroamericanos, el 21.38% eran amerindios, el 0.24% eran asiáticos, el 0.12% eran isleños del Pacífico, el 15.88% eran de otras razas y el 14.78% eran de una mezcla de razas. Del total de la población, el 48.05% eran hispanos o latinos de cualquier raza.